# Віолета Чаморро
Віолета Чаморро (ісп. Violeta Chamorro; 18 жовтня 1929, Рівас, Нікарагуа — 14 червня 2025) — нікарагуанська політична та державна діячка, журналістка, перша жінка-президент Нікарагуа з 1990 до 1997 року. Третя жінка, яка обіймала посаду очільниці держави в Латинській Америці після Ісабель Перон та Лідії Ґейлер Техади.

## Життєпис
Народилась 18 жовтня 1929 року в місті Рівас, у родині заможних землевласників на півдні Нікарагуа. Початкову освіту здобула в місті Гранада, середню у столиці, місті Манагуа. Згодом навчалася у коледжі в Сан-Антоніо, штат Техас, у 1945 році в коледжі у Вірджинії, США. У червні 1947 року її батькові поставили діагноз — рак легенів, і вона повернулася в Нікарагуа, не закінчивши навчання в США.
У грудні 1950 року Віолета Чаморро одружилася з Педро Хоакіном Чаморро, згодом лідером опозиції в роки диктатури Анастасіо Сомоси. Після смерті чоловіка, у 1978 році, змінила його на посаді редакторки опозиційної газети «La Prensa». Після падіння режиму Сомоси увійшла до складу революційної хунти, проте вже за рік, у квітні 1980 року, пішла у відставку на знак протесту проти посилення впливу сандіністів в коаліційному уряді, який очолював Даніель Ортега.
На президентських виборах перемогла сандиністського кандидата Данієля Ортегу, незважаючи на те, що сандіністи контролювали уряд та ресурси. Чаморро виграла у 7 з 9 адміністративних округів і отримала 55,2 % підтримки виборців проти 40,8 % у Даніеля Ортеги.
Обрана президентом Нікараґуа, від Національної опозиційної спілки, 25 квітня 1990 року.
Здійснила в країні процес національного примирення, скасувала обов'язкову військову службу, лібералізувала економіку. Після завершення президентських повноважень в січні 1997 року більше не займалася політичною діяльністю, жила в своєму будинку в Манагуа.

## Нагороди
- Орден Ізабелли Католички з ланцюгом (Іспанія) — за зміцнення міжнародних відносин і підтримку демократичних перетворень у Латинській Америці.
- Премія Свободи (1990) — за мирне завершення громадянської війни в Нікарагуа та забезпечення демократичного переходу.
- Медаль Джузеппе Мотти — за внесок у захист прав людини, свободи преси та демократичні цінності.